# Новолетов, Моисей Григорьевич
Моисей Григорьевич Новолетов (дата и место рождения не известны — дата и место смерти не известны) — российский учёный-калмыковед, чиновник Управления калмыцкого народа.

## Биография
Обучался в духовной семинарии, которую не закончил. Работал помощником попечителя Багацохуровского улуса Калмыцкой степи. Во время этой работы изучил калмыцкий язык и заинтересовался калмыцкой историей. Потом был переведён в Астрахань в Ордынское отделение Астраханской палаты государственного имущества, после реорганизации которого стал заведующим канцелярии Управления калмыцкого народа. В 1867 году его назначили руководителем комиссии по архивным делам Управления калмыцкого народа. Во время этой службы он обнаружил в архиве новые исторические сведения о калмыцком народе, которые позднее опубликовал в своём сочинении «Калмыки. Исторический очерк». В этой работе он описал военно-политическую организацию калмыков и их отношений с Российской империей. Это сочинение было издано в Санкт-Петербурге в 1884 году при поддержке Министерства госимущества и калмыцкого нойона Ц.-Д. Тундутова.
В 1882 году вышел в отставку. На пенсии продолжал сотрудничать с Петровским обществом исследователей Астраханского края.